# Олександрівка (Липовецька міська громада)

Олександрівка (сучасна Володимирівка) раніш та сьогодні

Олекса́ндрівка — село в Україні, у Липовецькій міській громаді Вінницького району Вінницької області. Населення становить 22 особи.

## Історія
Олександрівка виникла як невеликий хутірець на північний схід від с. Зозів. Деякі дослідники періодично плутають це сільце з селом Олександрівка (колись Росошанської волості), що за радянської влади було перейменоване в Володимирівка (зараз Іллінецького району) та висувають фантастичні здогадки про ніби-то величезне село, що перетворилось на хутір. Проте достатньо порівняти сучасну карту та карту Шуберта 19 ст., щоб зрозуміти про яку Олександрівку насправді йде мова в статистичних збірниках.
12 червня 2020 року, розпорядженням Кабінету Міністрів України № 707-р «Про визначення адміністративних центрів та затвердження територій територіальних громад Вінницької області», увійшло в Липовецьку міську громаду.
19 липня 2020 року, в результаті адміністративно-територіальної реформи та ліквідації Липовецького району, село увійшло до складу Вінницького району.